# Stálá mise Svatého Stolce při Organizaci spojených národů

Stálá mise Svatého Stolce při Organizaci spojených národů je diplomatické zastoupení Svatého Stolce (který není členem OSN) mající status pozorovatele Valného shromáždění OSN, jako jediný kromě palestinské samosprávy. Tento status byl Svatému Stolci přiznán hlasováním Valného shromáždění OSN v roce 1964. Až druhý stálý pozorovatel, Giovanni Cheli, dostal status nuncia a přijal biskupské svěcení a od té doby jde o standardní postup.

Pečeť Stálé mise Svatého stolce při OSN

## Seznam stálých pozorovatelů
- Alberto Giovannetti (1964–1973)
- Giovanni Cheli (1973–1986)
- Renato Raffaele Martino (1986–2002)
- Celestino Migliore (2002–2010)
- Francis Assisi Chullikatt (2010–2014)
- Bernardito Cleopas Auza (2014–2019)
- Gabriele Giordano Caccia (od 16. listopadu 2019)[1]